# Ромбьоло
Ромбьоло (итал. Rombiolo) — коммуна в Италии, располагается в регионе Калабрия, подчиняется административному центру Вибо-Валентия.
Население составляет 4730 человек, плотность населения составляет 143 чел./км². Занимает площадь 22,81 км². Почтовый индекс — 87054. Телефонный код — 0963.
Покровителем коммуны почитается святой архангел Михаил, празднование 29 сентября.